# MTV Comedy Lab
MTV Comedy Lab è stato un programma comico trasmesso su MTV Italia il mercoledì (per la prima edizione) ed il giovedì (per la seconda edizione) condotto e ideato da Marco Maccarini.
La trasmissione era ambientata in un appartamento stile anni cinquanta. Comedy Lab era un programma che poteva essere seguito con simpatia, perché offriva ai nuovi comici anche stranieri l'occasione di esprimersi, magari in vista di palcoscenici più famosi, e al pubblico l'opportunità di svagarsi in modo spesso intelligente.

## Cast
Ci sono state due edizioni di Comedy Lab: la prima nel 2004 e la seconda nel 2005.
Questo il cast:

### Prima edizione
- Davide Paniate & Andrea Santonastaso
- Geppi Cucciari
- Rubes Piccinelli
- Alessandro Fullin
- Alessandro Brunello
- Katia & Valeria
- Gianni Cinelli
- Andrea Vasumi
- Corrado Serra
- Davide Colavini
- Omar Fantini
- Marzia Maccarini
- Antonio Vulpio
- Elisa Canfora

Autori: Lucio Wilson e Carmelo La Rocca.

### Seconda edizione
- Alfredo Minutoli
- Angelo Ciccognani e Rafael Andres Didoni (Persi x Persi)
- Atsuko Kawaijiri
- Cinzia Marseglia
- Claudio Sterpone
- Debora Mancini
- Davide Paniate & Andrea Santonastaso
- Eugenio Chiocchi
- Fabio Rossini e Diego Casale (Mammuth)
- Frederic e Patrice Ayivi (Broda)
- Gabriel Manzanares
- Giorgio Verduci, Paolo Labati e Luigi Saronni (Gipielle)
- Giovanni Bondi
- Giovanni Risola
- Jochen Wenz
- Laura Magni
- Luca Opezzi
- Manuela Ventura
- Marko Ferrari
- Modou Gueye
- Nadia Puma
- Olivier Wang
- Omar Fantini
- Teodoro Guadalupi
- Vittorio Sandrini
- Viviana Porro
- Svetlana Ivanova (Lana Young)

Autori: Bruno Furnari e Luigi Giovanni Saronni